# شهرستان سرشو
شهرستان سرشو (به لاتین: Sêrxü County) یک شهرستان‌های جمهوری خلق چین در چین است که در ولایت خودمختار گارزئی تبتی واقع شده‌است.